# Polygenis delpontei
Polygenis delpontei är en loppart som beskrevs av Mendez 1977. Polygenis delpontei ingår i släktet Polygenis och familjen Rhopalopsyllidae. Inga underarter finns listade i Catalogue of Life.